# Източен Кейп
Източен Кейп (на кхоса: IPhondo yaMpuma-Koloni; на английски: Eastern Cape; на африкаанс: Oos-Kaap) е провинция в югоизточната част на Република Южна Африка (РЮА). Тя е образувана през 1994 на територията на бантустаните Транскей и Цискей и източната част на дотогавашната Капска провинция. Граничи с Лесото и провинциите Квазулу-Натал и Фрайстат на север, със Северен Кейп и Западен Кейп на запад и с Индийския океан на югоизток. Административен център е Бишо, бивша столица на бантустана Цискей, а най-голям град е Порт Елизабет.

## Административно деление
Източен Кейп се дели на 7 окръга и 46 общини.

## Население
- 6 436 761 (2001)
- 6 906 200 (2007)

## Расов състав
- 87,6% – черни
- 7,4% – цветнокожи
- 4,7% – бели
- 0,3% – азиатци

## Политика
Повечето жители са от етническата груха кхоса, която доминира в политическия живот на страната след премахването на апартейда.

## Икономика
Източен Кейп е една от икономически най-изостаналите части на РЮА, като основната част от населението се занимава с екстензивно земеделие.

## Родени личности
- Нелсън Мандела
- Табо Мбеки